# Alexander Smoltczyk
Alexander Smoltczyk (* 1958 in Berlin) ist ein deutscher Journalist.

## Leben
Alexander Smoltczyk wurde 1958 in Berlin geboren und erlangte 1978 am Goldberg-Gymnasium in Sindelfingen das Abitur. Nach dem Zivildienst, mit der Aktion Sühnezeichen in Frankreich, studierte er als Stipendiat der Studienstiftung des Deutschen Volkes in Berlin und Montpellier Volkswirtschaft, Politologie und Agrarökonomie (Diplom, License ès Sc. Eco.). Smoltczyk hat unter anderem für taz, merian, Geo, die Wochenpost und mare geschrieben. Seit 1997 ist er Reporter beim Spiegel.
Smoltczyk lebte als Korrespondent in Paris, Rom, Abu Dhabi und Lissabon. Auf Spiegel Online erschien seine Kolumne Uups! Et orbi, im Juni 2010 gefolgt von Golf für Anfänger.

## Werke
- James Bond, Berlin – Hollywood – die Welten des Ken Adam. Biographie, mit einem Vorwort von Volker Schlöndorff.  Nicolai, Berlin 2002, ISBN 3-87584-069-0.
- Der Wald ohne Schatten – auf der Suche nach letzten Orten dieser Welt.  Links, Berlin 1996, ISBN 3-86153-116-X.
- Vom Ende der Nacht – Bilder aus dem Osten, zusammen mit Hans Madej. Bucher, München 1992, ISBN 3-7658-0789-3.
- Auf der Suche nach der verlorenen Revolution – Pariser Spaziergänge mit Mogniss Abdallah, Félix Guattari u. a., zusammen mit Fritz von Klinggräff, Rotbuch, Berlin 1989, ISBN 3-88022-740-3.
- Vatikanistan. Eine Entdeckungsreise durch den kleinsten Staat der Welt. Heyne, München 2008, ISBN 3-453-15434-7 (Wieso gibt es im Vatikan ein Standesamt, und warum ist die Kriminalitätsrate dort höher als in São Paulo?).
- Päpste pupsen nicht – Zwei Mädchen, eine rätselhafte Erscheinung und eine alte Stadt. Dressler Verlag Hamburg, ISBN 978-3-7915-1928-9
- Wer hat an der Zeit gedreht? Eine ziemlich unglaubliche Geschichte aus der 6b und über ein Land, in dem noch niemand war. Na ja, fast niemand. Dressler Verlag Hamburg, ISBN 978-3-7915-1967-8
- Endstation Bataclan – Vom Busfahrer zum Attentäter. 85-Minuten-Dokumentarfilm, ARTE 2016

## Auszeichnungen
- Für seine Arbeit Das Loch in Mitte in der Wochenpost wurde er 1995 mit dem Egon-Erwin-Kisch-Preis ausgezeichnet.[2]
- 2007 erhielt er den Henri-Nannen-Preis in der Kategorie „Besonders verständliche Berichterstattung“ für seinen Spiegel-Beitrag Der Fehlbare über Papst Benedikt XVI.[3][4]
- 2012 erhielt er einen Henri-Nannen-Preis in der Kategorie „Beste Dokumentation“, im Team mit Ferry Batzoglou, Manfred Ertel, Ullrich Fichtner, Hauke Goos, Ralf Hoppe, Thomas Hüetlin, Guido Mingels, Christian Reiermann, Cordt Schnibben, Christoph Schult und Thomas Schulz, für Eine Bombenidee, erschienen im Spiegel.[5]
- 2004 zusammen mit Matthias Geyer den Georg-von-Holtzbrinck-Preis für Wirtschaftsjournalismus (Operation Dosenpfand – Mit deutscher Gründlichkeit ins Chaos, Das Nürnberger Labor, beides erschienen im Spiegel).
- 2017: Robert-Geisendörfer-Preis (Autor, Fernsehen: Endstation Bataclan. Vom Busfahrer zum Attentäter)